# Wood Job!
Nghề gỗ hay Lâm nghiệp hay Vào rừng! ~ Chuyện vặt mỗi ngày ở xã Kamusari (tiếng Anh: Wood Job!) là bộ phim điện ảnh hài hước Nhật Bản năm 2014, được biên soạn và đạo diễn bởi Shinobu Yaguchi, dựa trên tiểu thuyết có tên là Kamusari naa naa Nichijō (神去なあなあ日常 Kamusari naa naa Nichijō) của nhà văn người Nhật Shion Miura. Các diễn viên bao gồm Shota Sometani, Masami Nagasawa, và Hideaki Ito. Ca khúc chính trong phim là "Happiest Fool" (tạm dịch: Chàng khờ hạnh phúc nhất), được trình bài bởi Maia Hirasawa. Bộ phim được ra mắt ngày 10 tháng 5 năm 2014, và ra mắt tại Bắc Mỹ tại Liên hoan phim LA Eigafest 2014.

## Tóm tắt
Câu chuyện xoay quanh nhân vật Yuki Hirano (do Shota Sometani đóng). Sau khi thi rớt Kỳ thi tuyển sinh Đại học và bị bạn gái bỏ, anh ta quyết định tham gia chương trình huấn luyện lâm nghiệp và bắt gặp một gương mặt phụ nữ hấp dẫn (Nagasawa) trên trang bìa tờ rơi. Chương trình tương đối khó, mặc dù muốn từ bỏ, nhưng anh ta lại tiếp tục tham gia. Có nhiều thành viên khác trong chương trình đã từ bỏ. Ban đầu người ta hoài nghi về những người mới đến, nhưng sau đó dân làng lại dần dần thích anh ta và chấp nhận anh ta như là một người trong số họ.
Tuy nhiên, Yuki Hirano sớm nhận ra rằng đây là một công việc nặng nhọc, khó khăn, không như mong đợi của anh ấy. Cùng làm việc với người hướng dẫn (được đóng bởi Hideaki Ito. Yuki học cách tôn trọng rừng, truyền thống của làng, tận mắt chứng kiến và học được nhiều kinh nghiệm về cuộc sống ở ngoài thành phố lớn. Trong khoảng thời gian đó, anh ta phát hiện và tán tỉnh người phụ nữ ở trang bìa tờ rơi, người phụ nữ xinh đẹp kiến anh ta đến đây ngay lần đầu tiên. Bộ phim kết thúc với Lễ hội Onbashira, một lễ hội phồn thực tương đối nguy hiểm bao gồm việc cưỡi một cây gỗ to dài, trượt xuống ngọn đồi cao.

## Diễn viên
Những diễn viên sau đây xuất hiện trong phim:
- Shota Sometani trong vai Yūki Hirano
- Masami Nagasawa trong vai Naoki Ishii
- Hideaki Ito trong vai Yoki Iida
- Yūka trong vai Miki Iida
- Naomi Nishida trong vai Yūko Nakamura
- Sports Makita trong vai Iwao Tanabe
- Masashi Arifuku trong vai Saburō Koyama
- Yoshimasa Kondo trong vai a senior executive director of forestry association
- Ken Mitsuishi trong vai Seiichi Nakamura
- Akira Emoto trong vai Toshirō Yamane
- Yuki Furukawa

## Địa điểm quay phim
Phim được quay trên ngọn núi có tên là Mie Prefecture, mất một khoảng sáu tuần để quay và hoàn tất vào ngày 31 tháng 7 năm 2013.

## Doanh thu
Phim đạt doanh thu ¥107 triệu Yên ở Nhật Bản.

## Giải thưởng
| Giải thưởng                 | Tên giải thưởng                 | Diễn viên   | Kết quả |
| --------------------------- | ------------------------------- | ----------- | ------- |
| Giải Viện Hàn lâm Nhật Bản  | Nam diễn viên phụ xuất sắc nhất | Hideaki Itō | Đề cử   |
| Giải thưởng Điện ảnh châu Á | Nam diễn viên phụ xuất sắc nhất | Hideaki Itō | Đề cử   |